# Arteră pudendală externă superficială

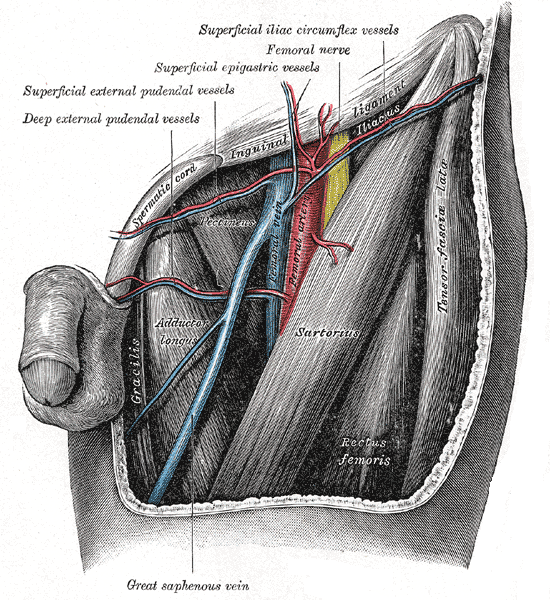
Triunghiul femural drept

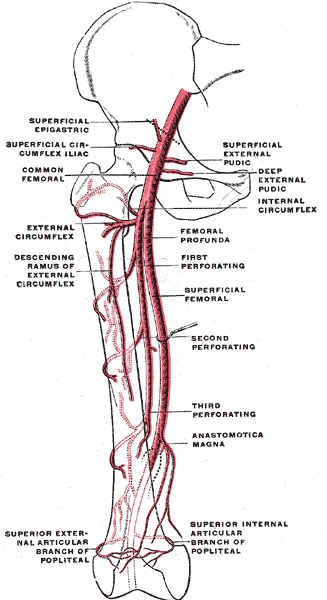
Schema arterei femurale

Artera pudendală externă superficială (artera pudică externă superficială) este una dintre cele trei artere pudendale. Apare din partea medială a arterei femurale, aproape de artera epigastrică superficială și artera circumflexă iliacă superficială.

## Traseul și ținta
După străpungerea învelișului femural și a fasciei cribroase, aceasta se îndreaptă spre mijloc, de-a lungul cordonului spermatic (sau al ligamentului rotund la femeie), pentru a fi distribuit tegumentului în partea inferioară a abdomenului (inclusiv muntele pubian), penisului și scrotului, la bărbat, sau labiei mari, la femeie, anastomozându-se cu ramuri ale arterei pudendale interne. Trece superficial către ligamentul inghinal.

## Imagini suplimentare

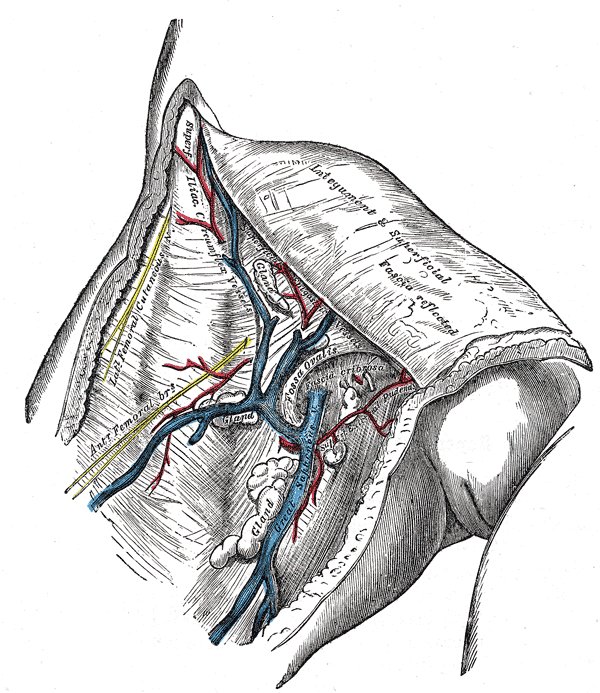
Marea venă safenă și afluenții săi la fosa ovalis.
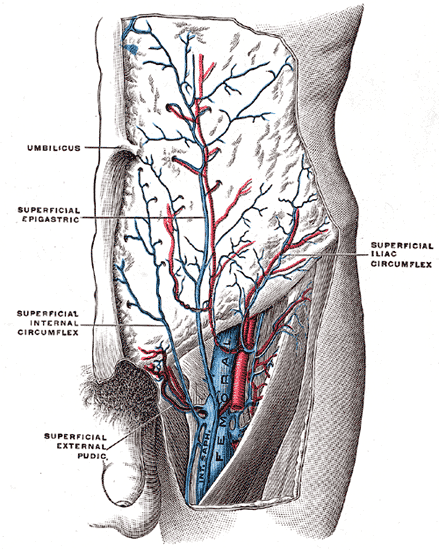
Vena femurală și afluenții săi.
Schema arterelor care decurg din arterele iliace și femurale externe.
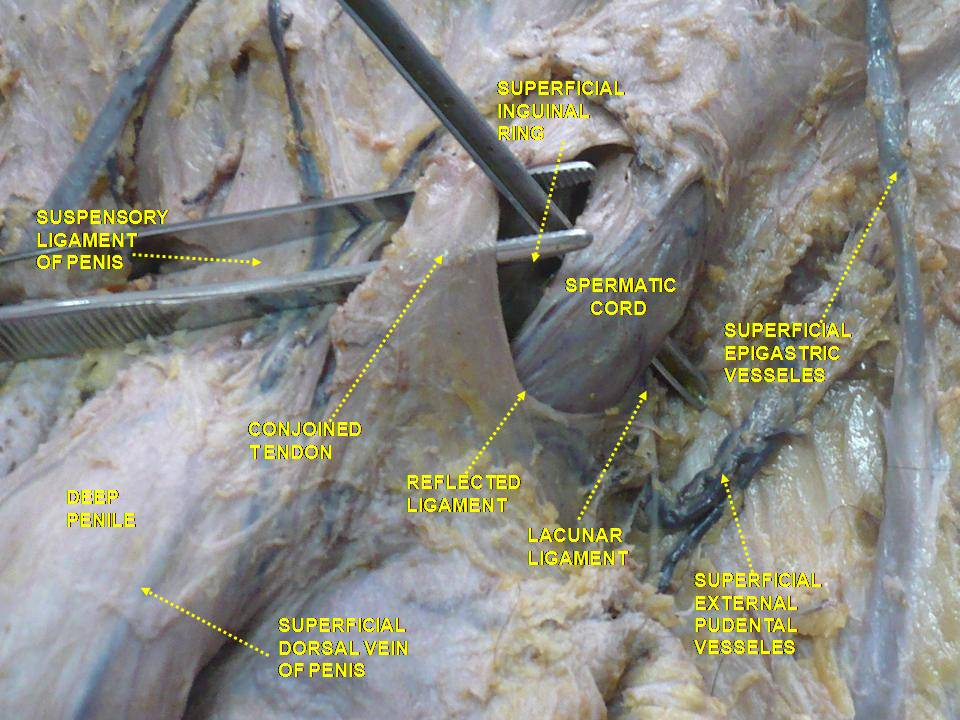
Peretele abdominal anterior. Disecția intermediară. Vederea anterioară